# Hans nåds testamente (film, 1919)
Hans nåds testamente är en svensk dramafilm från 1919 i regi av Victor Sjöström.

## Handling
På Rogershus huserar baron kammarherren Roger Bernhusen de Sars där han på sin 65-årsdag ska offentliggöra sitt testamente. Hans syster Jullan och dennas två söner fikar efter arvet, men baronen tänker ändra testamentet så att det tillfaller den oäkta dottern Blenda när hon gifter sig med sin Jakob. Men Blenda förälskar sig strax i Jullans ena son, Per, och efter förvecklingar skriver baronen om testamentet.

## Om filmen
Filmen premiärvisades 3 november 1919. Som förlaga har man Hjalmar Bergmans roman Hans nåds testamente från 1910. Inspelningen skedde vid Svenska Biografteaterns ateljé på Lidingö samt exteriörscener Sandemars slott utanför Dalarö av Henrik Jaenzon. Romanen kom även att filmas 1940 i regi av Per Lindberg, se Hans Nåds testamente. Huvudrollen spelades av den danske skådespelaren Karl Mantzius och i denna film gjorde han sitt enda gästspel i svensk film.

## Roller i urval
- Karl Mantzius – Hans nåd, ryttmästare Roger Bernhusen de Sars
- Carl Browallius – Anders Vickberg, Hans nåds hovmästare
- Greta Almroth – Blenda, Hans nåds illegitima dotter
- Tyra Dörum – fru Lovisa Enberg, Hans nåds hushållerska
- Georg Blickingberg – Toni, Hans nåds taffeltäckare
- Semmy Friedmann – Jakob Enberg, Lovisas och Tonis son
- Augusta Lindberg – änkedomprostinnan Julia Hyltenius, Hans nåds syster
- Gabriel Alw – Per Hyltenius, änkedomprostinnans son
- Sture Baude – Roger Hyltenius, jur. kand., änkedomprostinnans andra son
- Nils Arehn – Björner, häradshövding, Hans nåds kusin
- Josua Bengtson – Johnsson, betjänt
- Sigurd Wallén – inspektorn
- Carl Borin – skolläraren som leder barnkören
- Emil Fjellström – brevbäraren
- Olof Ås – en sovande dräng på ladugårdsbacken